# Sojuz TM-12
Sojuz TM-12 – radziecka załogowa misja kosmiczna, stanowiąca dwunastą wyprawę na pokład stacji Mir. Na pokładzie znajdowała się brytyjska astronautka, Helen Sharman.
Lot Sharman przeprowadzono w ramach programu Juno, częściowo sponsorowanego przez jedną z brytyjskich firm. Sharman przeprowadziła na pokładzie serię eksperymentów biologicznych, a także badania nad wysokotemperaturowymi nadprzewodnikami. Połączyła się też drogą radiową z dziewięcioma brytyjskimi szkołami. Skarżyła się na trudności ze znalezieniem sprzętu na pokładzie stacji – jej wnętrze było o wiele bardziej zapełnione niż wnętrza instalacji szkoleniowej w Gwiezdnym Miasteczku. Siergiej Krikalow potwierdził, że mimo iż stacja rozrosła się od jego ostatniej wizyty, warunki w jej wnętrzu nie poprawiły się, gdyż jednocześnie przybyło bardzo wiele urządzeń. Zauważył, że niektóre zewnętrzne elementy stacji straciły kolor, lecz nie wpływało to na działanie stacji.
Podczas 144-dniowego pobytu kapsuły na orbicie Związkiem Radzieckim wstrząsnął nieudany zamach stanu wymierzony w Michaiła Gorbaczowa. Wydarzenia te doprowadziły do końca ZSRR 1 stycznia 1992 roku.